# Stazione di Bitritto
La stazione di Bitritto è la stazione ferroviaria a servizio del comune di Bitritto, nella città metropolitana di Bari. È il capolinea della ferrovia Bari-Bitritto. È gestita da Rete Ferroviaria Italiana (RFI).

## Storia
La stazione è stata attivata il 30 dicembre 2023, mentre il servizio commerciale da parte di Trenitalia è iniziato l'8 gennaio 2024.

## Strutture e impianti
La stazione è dotata di due binari.

## Servizi
La stazione dispone di:
- Biglietteria automatica
- Sala d'attesa
- Servizi igienici
- Parcheggio di scambio
- Accessibilità per portatori di handicap
- Fermata autolinee extraurbane